# Aphroceras cladocora
Aphroceras cladocora är en svampdjursart som först beskrevs av Ernst Haeckel 1872.  Aphroceras cladocora ingår i släktet Aphroceras och familjen Grantiidae. Inga underarter finns listade i Catalogue of Life.